# Hydropsalis torquata
El atajacaminos tijera, chotacabras tijereta, atajacaminos tijereta, atajacaminos coludo chico, dormilón coludo grande, dormilón cola larga, dormilón tijereta o ateí-yetapá (Hydropsalis torquata) es una especie de ave caprimulgiforme de la familia Caprimulgidae. Se encuentra en Argentina, Bolivia, Brasil, Paraguay, Perú, Surinam y Uruguay.

## Hábitat
Su hábitat natural es la sabana seca, llanuras anegadizas estacionales tropicales o subtropicales y bosques deforestados.

## Descripción
El macho mide hasta 40 cm de longitud, de los cuales a la cola, que tiene forma de tijera, le correspnden más de 2/3 del total. La hembra alcanza 27,5 cm y su cola es notoriamente más corta. El plumaje es de color marrón con abundante barreteado y punteado negro, blanco y anaranjado; fala nucal anaranjada a rufa y ocráceo finamente barrado.

## Alimentación
Se alimenta exclusivamente de insectos, principalmente lepidópteros.

## Reproducción
La hembra pone dos huevos color canela, directamente sobre el suelo y los incuba conjuntamente con el macho, por turnos.